# 勒兹万·谢拉留
勒兹万·谢拉留（羅馬尼亞語：Răzvan Șelariu，1983年11月2日—），罗马尼亚男子竞技体操运动员。他曾代表罗马尼亚参加2004年和2008年夏季奥林匹克运动会体操比赛，其中2004年奥运会获得一枚铜牌。